# Konstantin 3. af Skotland
Konstantin III eller Causantín mac Cuilén (født en gang før 971-997) var skotternes konge fra 995 til 997 og søn af Cuilén mac Iduilb (Culen af Skotland). Der er forskellige teorier om hvor og af hvem han blev dræbt.
Causantín mac Cuilén blev konge efter at Cináed mac Maíl Coluim (Kenneth 2. af Skotland) døde, antagelig myrdet af Finnguala, datter af Cuncar, mormaer af Angus. Kronikøren John af Fordun har forvekslet Causantín med Eógan 2. af Strathclyde, også kendt som "Owen den skallede", når han referer til "Causantín den skallede". Causantín havde et kort regime, kun 18 måneder i henhold til Krønike om kongerne af Alba.
Tigernach-annalerne rapporterer, at Causantín blev dræbt i et slag mellem forskellige skotske grupperinger i 997. Hans død menes ifølge Krønike for Rathinveramond at have fundet sted ved mundingen af Almond, hvor den møder floden Tay i nærheden af Perth. Stedet synes at have været et kongeligt center, nær Scone og Forteviot eftersom det er blevet påstået, at Domnall mac Ailpín (Donald 1. af Skotland) døde her i 862. Causantíns morder er blevet navngivet som Cináed mac Maíl Coluim, sandsynligvis en trykfejl for enten Cináed mac Duib (Kenneth 3. af Skotland) som blev konge efter Causantín, eller måske Máel Coluim mac Cináeda (Malcolm 2. af Skotland).
Det er ikke kendt om Causantín havde nogen efterkommere, hvilket stemmer overens med, at han var den sidste i ætten Áed mac Cináeda som blev konge.